# Amud Uwe Millies

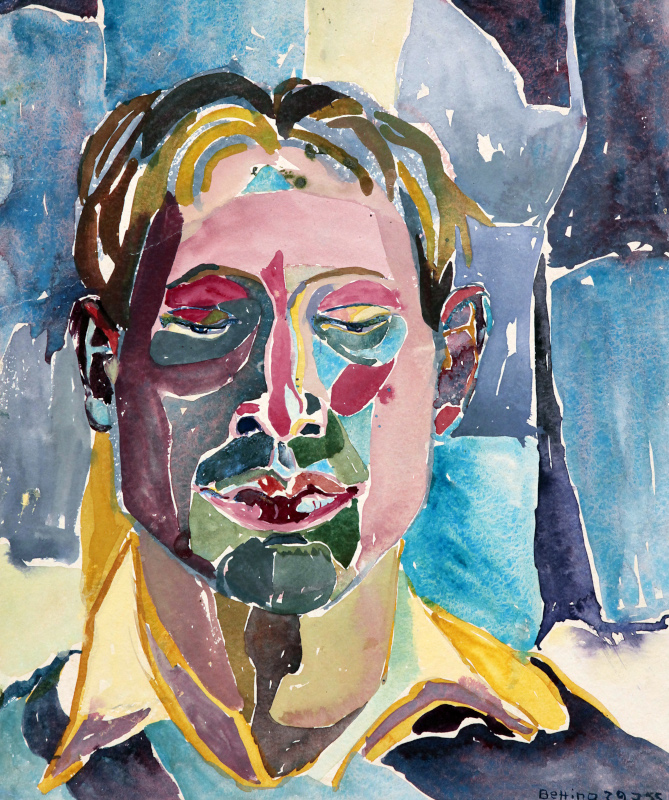
Portrait von Amud Uwe Millies in der Solinger Künstlerkolonie, gemalt von Bettina Heinen-Ayech, 1955, Aquarell auf Papier

Amud Uwe Millies (* 7. Januar 1932 in Hamburg als Uwe Millies; † 10. November 2008 ebenda) war ein deutscher Künstler, der dem Spätexpressionismus zugerechnet wird. Er wurde  durch seine auf vielen Reisen entstandenen Gemälde, die Natur, Architektur und die Lebensweise der Menschen darstellen, bekannt. Er war aktives Mitglied der Künstlerkolonie Solingen „Schwarzes Haus“, einer Gruppe von Künstlern, die aus seinem Lehrer Erwin Bowien, Bettina Heinen-Ayech und ihm selbst bestand und die sich nach dem Zweiten Weltkrieg in Solingen gebildet hatte.

## Biografie
Uwe Millies war ein Sohn von Johannes Max Millies, der in Hamburg-Wandsbek eine Fabrik zur Herstellung von Kronenkorken aufgebaut hatte. Die Vorfahren der Familie stammten aus der italienischen Region Emilia-Romagna, von wo sie nach der Reformation ins evangelische Mecklenburg ausgewandert waren. Die pazifistisch-antimilitaristische Haltung des Vaters, gepaart mit den Sitten eines hanseatischen Kaufmanns prägten Uwe Millies.
Die Mutter, Elsbeth Anne Marie, geborene Neven, vereinte das Norddeutsche ihres Vaters, der als Schiffsingenieur die Welt bereiste und das Künstlerisch-Handwerkliche ihres Großvaters Friedrich Wilhelm Stock aus Eisenach, der großherzoglicher Messer- und Waffenschmied war.
1939 bis 1946 fand die Familie auf einem Gutshof bei Holzkirchen in Oberbayern Zuflucht vor den Bombardierungen Hamburgs im Zweiten Weltkrieg. 1946 kehrten sie in das zerbombte Hamburg zurück. 1946 bis 1950 besuchte Uwe Millies das Gymnasium. Seit 1949 machte er dann erste Malreisen nach Bayern und nach Sylt, wo er 1949 die Malerin Bettina Heinen-Ayech und seinen langjährigen Lehrer und Freund, den Maler Erwin Bowien kennenlernte. Von ihm übernahm er den Wunsch, in der Natur zu malen. Seine Malerei ist zu Beginn noch deutlich von der Kunst seines Lehrers inspiriert.
1953 erhielt er den Facharbeiterbrief der Handelskammer Hamburg als Maschinenschlosser. Die Lehre machte er auf Wunsch der Eltern, die hofften, er würde in den väterlichen Betrieb eintreten. 1955 bis 1967 lebte und arbeitete er in der Künstlerkolonie im „Schwarzen Haus“ in Solingen zusammen mit Bettina Heinen-Ayech und Erwin Bowien.
Während dieser Zeit machte er vielfältige und zum Teil lange Malreisen innerhalb Deutschlands, nach Frankreich, Holland, Dänemark, Norwegen, Schweiz, Italien und Jugoslawien. 1961 wurde seine Tochter Diana Millies geboren.
1973 verließ er Europa erstmals und malte in der Türkei. Nach einer Reise nach Ägypten wählte er einen weiteren Vornamen und nannte sich von nun an „Amud Uwe Millies“. Viele weitere, zum Teil mehrmonatige Reisen ins außereuropäische Ausland folgten. Millies verstand sich als Bewahrer der Kultur der bereisten Länder und stellte immer wieder Städte und Kulturdenkmäler dar, um sie zu dokumentieren. Besonders eindringlich ist sein Zyklus „Hinrichtung einer Scheune“, in dem er in zehn Pastellen die Zerstörung einer mittelalterlichen Scheune bei Bad Oldesloe dokumentierte. 1974 kauftr Amud Uwe Millies das sogenannte „Schweizerhaus“ des Tralauer Schlosses in der Nähe von Bad Oldesloe.
Viele Malreisen in Deutschland aber auch ins Ausland folgten bis zu seinem Tod, nämlich nach Jugoslawien (1972), in die Türkei (1973), Dänemark (1977), Norwegen (1979), Mallorca (1980), Nepal (1982), Ägypten, Dänemark und Norwegen (1984), Sri Lanka und Norwegen (1986), Bali (1987), Frankreich (1988), Gran Canaria (1989), Nepal (1990), Spanien und Indien (1991), Peru und Alaska (1992), Ecuador und Peru (1993), Ägypten und Mexico (1994), Nepal (1995), Peru (1997), Russland und Griechenland (1998), Dänemark (1999), Griechenland (2001), Tunesien (2002), Südafrika (2003), Tunesien (2004), Türkei und Griechenland (2006), Portugal (2007) und schließlich noch einmal nach Griechenland (2008).
Am 10. November 2008 starb Amud Uwe Millies in seinem Haus in Hamburg, begleitet von Freundinnen und Freunden und seinen Schwestern. Neben seinem künstlerischen Werk hinterließ Amud Uwe Millies viele Briefe und Reisebericht, die den Wandel von einer ländlichen und oft traditionell geprägten Gesellschaft hin zur modernen Gegenwart dokumentierten und auch kritisch hinterfragten.

## Werk
Amud Uwe Millies‘ Werk entstand mit Ölfarben, Pastellkreide und Aquarellfarben. Auch fertigte er grafische Arbeiten, Zeichnungen und Skizzen sowie Kacheln und Keramik an. Er arbeitete in einer Art eines spätem Expressionismus entgegen dem Zeitgeist der Abstraktion stets figurativ. Seine Sujets fand er auf seinen zahlreichen Reisen: Landschaften, Städtebilder, Architektur, aber auch Menschenbildnisse und Blumenporträts. Er war ein Vertreter einer hellen, leuchtenden Pleinair-Malerei – zumeist malte er unter freiem Himmel, darin vergleichbar den Vertretern und Vertreterinnen von Künstlerkolonien in Fontainebleau, Ahrenshoop oder Dachau.
Luisa Reiblich hat in ihrem langen Text Amud Uwe Millies geschrieben: „Weltweit ein Suchender und ewig reisender Expressionist“ auf seine besondere Maltechnik hingewiesen, bei der er „die Ölfarbe sehr dezent und dünn auftrug und auch auf eine sehr zarte Farbgebung bedacht war. Dadurch entsteht nicht selten auf den ersten Blick der Eindruck, es sei eigentlich kein Ölbild, sondern ein Pastell. Tatsächlich handelt es sich jedoch bei den meisten seiner Arbeiten um Ölbilder.“ Sehr freie, atmosphärische Lichtstimmungen lassen das Werk von William Turner als Vorbild erahnen. Was seine Blumenbilder betrifft, ist etwa das Werk des Expressionisten Erich Heckel als Vorbild zu nennen.
Der geistige Hintergrund seines Werks bildet die Sehnsucht nach einem internationalen Dialog, den er auf seinen Reisen immer wieder suchte und fand. Er verstand sich als Weltbürger – auch unter diesem höchst aktuellen Aspekt ist sein künstlerisches Werk zu verstehen.

## Wirkungsorte

### Solingen
Mitte der 1950er Jahre zog Uwe Millies in die Künstlerkolonie ins Schwarze Haus nach Solingen zu seinem Lehrer Erwin Bowien. Er verbrachte dort mehrere Jahre und malte zahlreiche Porträts, aber auch Motive im ganzen Bergischen Land. Er engagierte sich maßgeblich für den Erhalt der Häuser der Künstlerkolonie. Bis zu seinem Tode blieb er der Stadt Solingen sehr verbunden und hatte dort viele Freunde und Sammler.

### Hamburg
Als Sohn einer Hamburger Fabrikanten-Familie siedelte Uwe Millies in den späten 1960er Jahren nach Hamburg zurück. Bis zu seinem Tode wohnte er dort und bereiste von dort die Welt. Zahlreiche seiner Werke sind in Hamburg entstanden.

### Bali, Nepal, Indien und Sri Lanka
Amud Uwe Millies unternahm mehrere lange Malreisen nach Indonesien und auf den indischen Subkontinent, wobei er besonders intensiv auf Bali malte und dort zahlreiche Werke schuf. Die Inselwelt faszinierte ihn und er war ein akribischer Beobachter der Menschen und der Landschaft. Ihm war es aber auch wichtig, die Kulturdenkmäler zu dokumentieren und so entstanden viele Bilder von Monumenten, die es heute zum Teil nicht mehr gibt.
Nach der Inselwelt Indonesien geriet Amud Uwe Millies in den Bann des indischen Subkontinentes. Er wohnte hier oft in einfachsten Verhältnissen. Er malte die historischen Paläste der Maharadjas, die Basare und das Treiben auf den Straßen. In Nepal wurde die Gebirgskette des Himalaya zu seinem Sujet. Insbesondere in der Hauptstadt Kathmandu entstanden viele Gemälde. Meer und Urwald erlebte er auf Sri Lanka, wo ebenfalls viele Gemälde erarbeitet wurden.

### Peru
Die Vielfältigkeit des Landes Peru faszinierte den Maler: die Wüste entlang des Küstenstreifens, das Hochgebirge mit den Vulkanen und der Urwald. Aber auch die alten kolonialen Städte und die Ruinen der verschiedenen Zivilisationen waren seine Motive.

### Mexiko
Amud Uwe Millies reiste immer wieder nach Mexiko, wo er insbesondere auf der Halbinsel Yucatán viele Bilder schuf. Er bereiste von dort auch Mittelamerika.

### Ägypten
Immer wieder arbeitete der Künstler in Ägypten, wo ihn die Denkmäler der alten ägyptischen Kultur faszinierten. Er stellt aber auch das moderne Ägypten in seinem künstlerischen Werk dar.

## Ausstellungen (Auswahl)
- 1957 Husum, Nordfriesland Museum. Nissenhaus Husum, zusammen mit Bettina Heinen-Ayech
- 1957 Kopenhagen, Deutscher Club, zusammen mit Bettina Heinen-Ayech
- 1958 Hannoversch-Münden, Schlossmuseum, zusammen mit Bettina Heinen-Ayech und Erwin Bowien
- 1960 Solingen , Räume der Neuen Rhein Zeitung (Einzelausstellung, im folgenden „EA“)
- 1961 Hamburg, BP-Klubheim (Gruppenausstellung, im folgenden „GA“)
- ab 1961 Solingen, Beginn der regelmäßigen Beteiligung an der Bergischen Kunstausstellung (GA)
- 1965 Beteiligung an der Wanderausstellung durch Europa, organisiert durch die Interessengemeinschaft Solinger Künstler (GA)
- 1967 Solingen, Deutsches Klingenmuseum, gemeinsam mit Emma Stern und Alfred Wrabetz[17]
- 1967 Bonn, Carl-Schurz-Colleg (EA)
- 1968 Berlin, Hamburger Künstler, Galerie Gertrud von Kalkstein (GA)
- 1977 Solingen, Deutsches Klingenmuseum, (GA)
- 1981 Reinbek, Rathaus (EA)
- 1982 Kathmandu (Nepal), Nationalgalerie
- 1984 Bonn, Carl-Schurz-Colleg
- 1985 Hamburg, Torhaus Wellingsbüttel (EA)
- 1986 Sri Lanka, Kandy-Museum
- 1989 Lübeck, BfG (Bank für Gemeinwirtschaft) (EA)
- 1989 Bad Schwartau, Rathaus
- 1992 Udaipur (Rajasthan, Indien), Information-Center
- 1993 Bad Segeberg, Evangelische Akademie (EA)
- 2025 Dachau, Gemäldegalerie, zusammen mit Bettina Heinen-Ayech und Erwin Bowien (Webseite zur Ausstellung)
- 2025 Georgsmarienhütte, Museum Villa Stahmer, zusammen mit Bettina Heinen-Ayech und Erwin Bowien